# ランディックス
株式会社ランディックスは、不動産マッチングサービス「sumuzu」を運営する日本の企業。

## 概要
不動産の売買・仲介、顧客と建築業者のマッチングを展開している。
自社運営の不動産メディアsumuzuを基軸に、不動産売買プロセスを一気通貫で提供している不動産テック企業である。東京の城南エリアを主力エリアとしており、富裕層特化型戦略を採る。
100％子会社の株式会社グランデで仕入れ・売買を行っており、ランディックスは仲介を行う。
代表取締役の岡田和也は高校卒業後、広告代理店へ入社。その後不動産領域における独立を目指し、三井のリハウス（当時は城南リハウス）に入社。不動産売買取引におけるサービスの悪さ、顧客目線の欠如に強い問題意識を持ち、ランディックスを起業。“不動産取引＝お客様にとって高額なお買い物”という視点から、創業当時より「幅広い選択肢」や「透明性の高い情報提供」を徹底したサービスレベルの向上を掲げている。
メインターゲットは東京都23区内の城南エリアで暮らす世帯年収1,000万円以上の富裕層顧客が中心である。主に居住用不動産（注文住宅向け土地、マンション、戸建住宅など）の売買仲介事業を展開する。
不動産売買事業の更なる収益性の向上や営業効率性の向上を目指し、富裕層顧客を中心とした顧客データの蓄積やその活用によるインサイドセールスの推進、リテンションマーケティングの活用に力を入れている。
2020年度を境目に、“ウィズコロナ”や“アフターコロナ”の経済回復を見据えた新規事業として「収益不動産事業」に本格的に取り組んでいる。
社会貢献活動では、（公財）世田谷区スポーツ振興財団が主催する世田谷246ハーフマラソンの公式スポンサーでもあり、2020年よりNPO法人キッズドア基金への寄付活動にも参加。日本の子供の貧困問題に対する活動として募金活動を行っている。
事業を展開するエリアは東京都の城南エリア（世田谷区、目黒区、大田区、品川区、渋谷区、港区）が中心である。設立より目黒区や世田谷区に根付いた不動産会社として地域密着型ビジネスを行っており、多くの地域住民から認知を得ている。建築業者や既存顧客からの顧客紹介や買い替えによる複数回目の取引なども多くいことが特徴的であり、同社がリテンションマーケティングを推進するきっかけとなっている。また、城南エリアのみならず、オーダーメイド住宅用の住宅用地の開発・分譲を行う子会社（株式会社グランデ）では、杉並エリア、文京エリアなどへも領域展開を行っている。
2019年12月19日、東京証券取引所マザーズ市場へ上場し、資金力の拡大、認知度の向上といった影響から、本格的な事業規模拡大を目指している。

## 沿革
- 2001年2月 - 東京都目黒区に不動産の売買・賃貸・コンサルティング業を行う会社として設立
- 2003年8月 - 株式会社ランディックスに商号変更。
  - 不動産売買事業の効率化を目的として株式会社グランデ（現・連結子会社）を世田谷区桜新町に設立
  - 株式会社グランデが宅地建物取扱業許可取得（東京都知事）
- 2016年7月 - 不動産の売買仲介の営業所として、自由が丘センターを設立。株式会社グランデの本店を自由が丘センターへ移転
- 2017年
  - 3月 - 資本金99,100千円に増資。株式会社グランデを100％子会社化
  - 4月 - ITメディア「sumuzu（スムーズ）」のプレオープン（前身LANDNET）
  - 12月 - 資本金128,776千円に増資
- 2018年
  - 1月 - オーダーメイド住宅の建築請負紹介および不動産記事コンテンツ配信サイト「sumuzu」のリリース
  - 4月 - 不動産の売買仲介の営業所として、恵比寿センターを開設。株式会社グランデの本店を恵比寿センターへ移転
  - 11月 - 不動産テック協会に加入。マーケティングオートメーション導入によるITマーケティングスタート
  - 12月 - チャットボット導入。資本金136,498千円に増資
- 2019年
  - 3月 - 建築希望顧客と建築家・施工業者との簡易マッチングスタート
  - 7月 - 土地相場が簡単にわかるsumuzuサービス「相場ウォッチャー」サービススタート
  - 8月 - 建築希望顧客への情報提供の効率化を目的として、土地に合わせた建築プランをネットを通じて提供する「建築プラン提供サービス」スタート
  - 10月 - 無料・匿名でオーダー住宅の相見積が出来るサービス「sumuzu Matching」スタート
  - 12月 - 東証マザーズ市場へ新規上場
- 2020年
  - 4月 - sumuzuにて「オンラインビデオ相談・現地案内」サービスをスタート。sumuzuにて「土地つくーる」サービスをスタート
  - 5月 - コロナウィルス対策の義援金寄付開始
  - 6月 - 国土交通省「IT住設社会実験」参加。株式会社チャーム・ケア・コーポレーションと業務提携開始
  - 7月 - 匠ワランティアンドプロテクション株式会社との業務提携開始
  - 8月 - 株式会社アズームとの業務提携開始

## グループ会社

### グランデ
不動産開発・分譲事業
城南エリア（世田谷区・目黒区・大田区・渋谷区・港区・品川区）を中心に不動産の開発、分譲事業を展開。
資産性の高い住宅用不動産を買い取りを行う。
2020年には文京エリアにも仕入対象エリアを拡大
収益不動産事業
城南エリアを中心としたハイグレードな不動産をターゲットとした収益不動産事業を展開。
不動産仕入
城南エリアを中心とした不動産の仕入れを行っている。